# Alexis Palisson
Alexis Palisson (Montauban, 9 de septiembre de 1987) es un jugador francés de rugby que se desempeña como fullback.

## Selección nacional
Fue convocado a Les Bleus por primera vez en junio de 2008 para enfrentar a los Wallabies. En total lleva jugados 21 partidos y marcó 10 puntos, productos de dos tries.

### Participaciones en Copas del Mundo
Participó de la Copa Mundial de Nueva Zelanda 2011 donde debutó en la sorpresiva derrota ante las Ikale Tahi, luego de ello jugó todos los partidos de la fase final.
| Mundial                       | Sede          | Resultado  | PJ | Tries |
| ----------------------------- | ------------- | ---------- | -- | ----- |
| Copa Mundial de Rugby de 2011 | Nueva Zelanda | Subcampeón | 4  | 0     |

## Palmarés
- Campeón del Torneo de las Seis Naciones 2010.
- Campeón de la Copa de Campeones de 2012–13 y 2013–14.
- Campeón del Top 14 de 2013–14.